# 傅寅
傅寅（？—1215年），字同叔，南宋义乌双林乡（今义乌市佛堂镇嵇亭村壹带）人。
早年師從唐仲友，对天文、地理、封建、井田、學校、郊廟、律歷、軍制之類皆有研究，凡疑問之處，無不追本溯源，唐仲友称之为“益友”，又說“職方輿地，盡在同叔腹中矣。”，後與朱纯叔遊江淮。因曾讲学於杏溪，學者稱“杏溪先生”。著有《群书百考》與《禹贡说断》。吕祖俭非常看重他，見其《禹貢圖》稱“是書可為集先儒之大成矣。”，聘其為丽泽书院主講，命令學生危坐聽講，“诸生不以门户之见耻受教”。《禹貢錐指》評曰：“杏溪之識，遠過九峰（蔡沈）。”因生平不治生產，晚年更加贫困，移居东阳县泉村。嘉定八年（1215年），卒於家，年六十八。又有《诗》10卷、《春秋解》2卷，已佚。